# قائمة المطارات حسب كود الإيكاو: H
قائمة المطارات حسب رمز الإيكاو: A - B - C - D - E - F - G - H - I - J - K - L - M - N - O - P - Q - R - S - T - U - V - W - X - Y - Z
فيما يلي قائمة المطارات حسب رمز الإيكاو: H.
تنسيق المدخلات هي:
كود منظمة الطيران المدني الدولي (إيكاو)(إياتا) - اسم المطار - موقع المطار

## HA - إثيوبيا
- ADD) HAAB) - مطار أديس أبابا بولي الدولي - أديس أبابا
- HAAL - مطار ليديتا للجيش - أديس أبابا
- AXU) HAAX) - مطار أكسوم - أكسوم
- BJR) HABD) - مطار بحر دار - بحر دار
- BCY) HABU) - مطار بولشي - بولتشي
- DSE) HADC) - مطار كومبولشا - ديسي
- (DEM) - مطار ديمبيدولو - ديمبيدولو
- DBM) HADM) - مطار ديبري ماركوس - دبري ماركوس
- HADR (DIR) – مطار دير داوا الدولي – دير داوا
- DBT) HADT) - مطار ديبري تابور - ديبري تابور
- FNH) HAFN) - مطار فينشا - فينيشا
- GOB) HAGB) - مطار روب - جوبا
- GMB) HAGM) - مطار غامبيلا - غامبيلا
- GDQ) HAGN) - مطار قوندر - قوندر
- GDE) HAGO) - مطار جود (عسكري) - جود
- GOR) HAGR) - مطار جور - جور
- QHR) HAHM) - مطار هرار ميدا - بيشوفتو
- JIM) HAJM) - مطار أبا سيجود - جيما
- HAKD (ABK) – Kabri Dar Airport – قبردهر
- LFO ) HAKL) - مطار كيلافو - كيلافو
- AWA) HALA) - مطار أواسا - أواسا
- HALL (LLI) – Lalibela Airport – لاليبيلا
- MQX) HAMK) - مطار علا أبا نيجا - مقلى
- NDM) HAMN) - مطار مندي - مندي
- MTF) HAMT) - مطار ميزان تيفيري - ميزان تيفيري
- NEJ) HANJ) - مطار نيجو - نيجو
- NEK) HANK) - مطار نكيمتي - نكيمتي
- TIE) HATP) - مطار تيبي - تيبي
- WAC) HAWC) - مطار واكا - واكا

## HB - بوروندي
- BJM) HBBA) - مطار بوجومبورا الدولي - بوجومبورا
- HBBE (GID) - مطار غيتيغا - غيتيغا
- KRE) HBBO) - مطار كيروندو - كيروندو

## HC - الصومال
- HCGR (GGR) – مطار غاروي – جروي
- HCMA (ALU) – مطار علولة – علولة
- HCMB (BIB) – مطار بيدوا – بيدوا
- HCMC (CXN) – مطار قندلة – قندلة
- HCMD (BSY) – مطار بارطيري – بارديرا
- HCME (HCM) – مطار إيل – إيل
- HCMF (BSA) – مطار بوصاصو – بوصاصو
- HCMG (GSR) – مطار قرضو – قرضو
- HCMH (HGA) – مطار هرجيسا الدولي – هرجيسا
- HCMI (BBO) – مطار بربرة – بربرة
- HCMJ (LGX) – مطار لوق – لوق
- HCMK (KMU) – مطار كيسمايو – كيسمايو
- HCMM (MGQ) – مطار آدم عبد الله الدولي – مقديشو
- HCMN – مطار بلد وين – بلد وين
- HCMO (CMO) – مطار هوبيو – هبيا
- HCMR (GLK) – مطار عبد الله يوسف – جالكعيو
- HCMS (CMS) – مطار إيسكوشوبان – يسكوشوبان
- HCMU (ERA) – مطار عيرجابو – عيرجابو
- HCMV (BUO) – مطار برعو – برعو
- HCBM (BXX) – مطار بورمة – بورمة

## HD - جيبوتي
- HDAG – Assa-Gueyla Airport – Assa-Gueyla
- JIB) HDAM)- مطار جيبوتي الدولي - مدينة جيبوتي
- AII) HDAS)- مطار علي صبيح - علي صبيح
- HDDK - مطار دخيل - دخيل
- HDHE - مطار هيركال - هيركال
- MHI) HDMO)- مطار موشا - جزيرة موشا
- OBC) HDOB) - مطار أبخ - أبخ
- TDJ) HDTJ) - مطار تجرة - تجرة

## HE - مصر
- HEAL (DBB) – مطار العلمين الدولي – العلمين
- HEAR (AAC) – مطار العريش الدولي – العريش
- HEAT (ATZ) – مطار أسيوط الدولي – أسيوط
- HEAX (ALY) – مطار النزهة – الإسكندرية
- HEBA (HBE) – مطار برج العرب الدولي – الإسكندرية
- HEBL (ABS) – مطار أبو سمبل – أبو سمبل
- HEBR (EES) – مطار برنيس الدولي – برنيس
- HECA (CAI) – مطار القاهرة الدولي – القاهرة
- HECP (CCE) – مطار العاصمة الدولي – العاصمة الإدارية الجديدة
- HECW (CWE) – قاعدة غرب القاهرة الجوية – القاهرة
- HEGN (HRG) – مطار الغردقة الدولي – الغردقة
- HEGO (HGO) – مطار الجونة – الغردقة
- HEGR – مطار الجورة – الجورة
- HEKG (UVL) – مطار الخارجة – الخارجة
- HELX (LXR) – مطار الأقصر الدولي – الأقصر
- HEMA (RMF) – مطار مرسى علم الدولي – مرسى علم
- HEMM (MUH) – مطار مرسى مطروح الدولي – مرسى مطروح
- HEOC – مطار 6 أكتوبر – السادس من أكتوبر
- HEOW (GSQ) – مطار شرق العوينات – شرق العوينات
- HEPS (PSD) – مطار بورسعيد – بورسعيد
- HESC (SKV) – مطار سانت كاترين الدولي – سانت كاترين
- HESG (HMB) – مطار سوهاج الدولي – سوهاج
- HESH (SSH) – مطار شرم الشيخ الدولي – شرم الشيخ
- HESN (ASW) – مطار أسوان الدولي – أسوان
- HESX (SPX) – مطار سفنكس الدولي – الجيزة
- HETB (TCP) – مطار طابا الدولي – طابا
- HETR (ELT) – مطار الطور – كوليرا الطور

## HH - إريتريا
- HHAG – Agordat Airport – أغوردات
- ASM) HHAS) - مطار أسمرة الدولي - أسمرة
- MSW) HHMS) - مطار مصوع الدولي - مصوع
- ASA) HHSB) - مطار عصب الدولي - عصب
- HHTS (TES) – مطار تسني  [لغات أخرى]‏ – تسني

## HJ - جنوب السودان
حصل جنوب السودان في 2021 على بادئة مطارات خاصة به منفصلة عن بادئة السودان HJ. لكن لا زالت بعد المطارات تتبع نفس بادئة السودان.
- HJJJ (JUB)  – مطار جوبا – جوبا
- HJMK (MAK)  – مطار ملكال – ملكال
- HJRB (RBX)  – مطار رمبيك – رمبيك
- HJWW (WUU)  – مطار واو – واو
- HSAK  – مطار أكوبو – أكوبو
- HSAW  – مطار أويل – أويل
- HSBR  – مطار بور – بور
- HSBT  – مطار بانتيو – بانتيو
- HSFA  – مطار بالويش – Paloich
- HSGO  – مطار قوقريال – قوقريال
- HSKJ  – مطار كاجو كاجي – كاجو كاجي
- HSKP  – مطار كبويتا – كبويتا
- HSMD  – مطار ماريدي – ماريدي
- HSNM  – مطار نمولي – نمولي
- HSPA  – مطار باتشيللا – باتشيللا
- HSPI  – مطار بيبور – بيبور
- HSRJ  – مطار راجا – راجا
- HSRN  – مطار رنك – الرنك
- HSTO  – مطار تونج – تونج
- HSTR  – مطار توريت – توريت
- HSTU  – مطار تومبورا – تومبورا
- HSYA  – مطار يامبيو – يامبيو
- HSYE  – مطار ياي – ياي
- HSYL  – مطار ييرول – ييرول

## HK - كينيا
- ASV) HKAM) - مطار أمبوسيلي - أمبوسيلي
- HKBA - مطار بوسيا - بوسيا
- HKBR - مطار بورا إيست - بورا
- HKBU -مطار بونغوما - بونغوما
- HKDA - مهبط داداب - داداب
- EDL) HKEL) - مطار إلدوريت الدولي - إلدوريت
- HKEM - مطار إمبو - إمبو
- EYS) HKES) - مطار إيلي سبرينجز - إيلي سبرينجز
- HKEW - مطار الواك - الواك
- KLK) HKFG)- مطار كالوكول - كالوكول
- GAS) HKGA) - مطار غاريسا - غاريسا
- HKGT - مطار غاربا تولا - غاربا تولا
- HKHB - مطار خليج هوما - خليج هوما
- HOA) HKHO) - مطار هولا - هولا
- HKIK - مطار أورلي - أورلي
- NBO) HKJK) - مطار جومو كينياتا الدولي (مطار نيروبي الدولي سابقًا) - نيروبي
- HKKA - مطار كبارك - كبارك
- KEU) HKKE) - مطار كيكوروك - ماساي مارا
- KIS) HKKI) - مطار كيسومو - كيسومو
- ILU) HKKL) - مطار كيلاجوني - كيلاجوني
- KEY) HKKR) - مطار كيريشو - كيريشو
- LOK) HKLO) - مطار ودوار - لودوار
- LAU) HKLU) - مطار موانا - لامو
- NDE) HKMA) - مطار مانديرا - مانديرا
- RBT) HKMB) - مطار مارسابيت - مارسابيت
- MYD) HKML) - مطار ماليندي - ماليندي
- MBA) HKMO) - مطار مومباسا الدولي - مومباسا
- OYL) HKMY) - مطار مويال السفلي - مويالي
- NYE) HKNI) - مطار نيري - نيري
- NUU) HKNK) - مطار ناكورو - ناكورو
- NYK) HKNL)- مطار نانيوكي - نانيوكي
- WIL) HKNW) - مطار ويلسون - نيروبي
- HKNY - قاعدة لايكيبيا الجوية - نانيوكي
- HKRE - مطار إيستلي - نيروبي
- UAS) HKSB) - مطار سامبورو - سامبورو
- WJR) HKWJ) - مطار وجير - وجير

## HL - ليبيا
- GHT) HLGT) - مطار غات - غات
- AKF) HLKF) - مطار الكفرة - الكفرة
- BEN) HLLB) - مطار بنينا الدولي - بنغازي
- MJI) HLLM) - مطار معيتيقة الدولي - طرابلس
- LAQ) HLLQ) - مطار الأبرق الدولي - البيضاء
- SEB) HLLS) - مطار سبها الدولي - سبها
- TIP) HLLT) - مطار طرابلس الدولي - طرابلس
- LMQ) HLMB) - مطار مرسى البريقة - مرسى البريقة
- MRA) HLMS) - مطار مصراتة الدولي - مصراتة
- LTD) HLTD) - مطار غدامس - غدامس

## HR - رواندا
- GYI) HRYG) - مطار جيسيني - جيسيني
- BTQ) HRYI) - مطار بوتاري - بوتاري
- KLG) HRYR) - مطار كيغالي الدولي - كيغالي
- RHG) HRYU) - مطار روهينغيري - روهينجيري
- KME) HRZA) - مطار كاميمبي - سيانغوغو

## HS - السودان
- ATB) HSAT) - مطار عطبرة - عطبرة
- EDB) HSDB) - مطار الدبة - الدبة
- DOG) HSDN) - مطار دنقلا - دنقلا
- ELF) HSFS) - مطار الفاشر - الفاشر
- DNX) HSGG) - مطار غاليغو - الدندر
- EGN) HSGN) - مطار الجنينة - الجنينة
- KSL) HSKA) - مطار كسلا - كسلا
- GBU) HSKG) - مطار خشم القربة - خشم القربة
- KST) HSKI) - مطار ربك - كوستي
- MWE) HSMR) - مطار مروي - مروي
- NUD) HSNH) - مطار النهود - النهود
- UYL) HSNN) - مطار نيالا - نيالا
- EBD) HSOB) - مطار الأبيض - الأبيض
- PZU) HSPN) - مطار بورتسودان الدولي - بورتسودان
- HSSP - مطار بورتسودان العسكري - بورتسودان
- KRT) HSSS) - مطار الخرطوم الدولي - الخرطوم
- WHF) HSSW) - مطار وادي حلفا - وادي حلفا

## HT - تنزانيا
- ARK) HTAR) - مطار أروشا - أروشا
- BKZ) HTBU) - مطار بوكوبا - بوكوبا
- DAR) HTDA) - مطار دار السلام - دار السلام
- DOD) HTDO) - مطار دودوما - دودوما
- HTGE (GIT) – Geita Airport – Chato
- IRI) HTIR) - مطار إيرينجا - إيرينغا
- TKQ) HTKA) - مطار كيغوما - كيغوما
- KIY) HTKI) - مطار كيلوا ماسوكو - كيلوا ماسوكو
- JRO) HTKJ) - مطار كليمنجارو الدولي - جبل كليمنجارو
- LDI) HTLI) - مطار ليندي كيكويتو - ليندي
- LKY) HTLM) - مطار بحيرة مانيارا - بحيرة مانيارا
- MBI) HTMB)- مطار مبيا - مبيا

- HTMP – مطار مباندا  [لغات أخرى]‏ – مباندا
- HTMR – Msembe Airstrip – متنزه رواها الوطني  [لغات أخرى]‏

- QSI) HTMS) - مطار موشي - موشي
- MYW) HTMT)- مطار متوارا - متوارا
- MUZ) HTMU) - مطار موسوما - موسوما
- MWZ) HTMW) - مطار موانزا - موانزا
- JOM) HTNJ) - مطار نجومبي - نجومبي
- PMA) HTPE) - مطار بيمبا - بيمبا
- HTSN (SEU) – مطار سينجورا – Seronera
- HTSO (SGX) – مطار سونجيا  [لغات أخرى]‏ – سونجيا
- SUT) HTSU) - مطار سومباوانغا - سومباوانغا
- HTSY (SHY) – مطار شينيانغا – شينيانغا  [لغات أخرى]‏
- TBO) HTTB) - مطار تابورا - تابورا
- TGT) HTTG) - مطار تينجا - تينجا
- ZNZ) HTZA) - مطار عبيد أماني كرومي الدولي - زنجبار

## HU - أوغندا
- HUAG - مطار أدجوماني - أدجوماني
- RUA) HUAR )- مطار أروا - أروا
- HUBU - مطار بونديبوغيو - بونديبوغيو
- EBB) HUEN) - مطار عنتيبي الدولي - عنتيبي (بالقرب من كامبالا)
- ULU) HUGU) - مطار جولو أوغندا - جولو
- GEN) HUGE) - مطار جينجا - جينجا
- HUKB - مطار كابالي - كابالي
- HUKC - مطار كامبالا الدولي - كامبالا
- KBG) HUKF) - مطار كاباليجا فولز - باكوبا
- HUKU- مطار كوتيدو - كوتيدو
- KSE) HUKS)- مطار كاسيسي - كاسيسي
- MBQ) HUMA)- مطار مبارارا - مبارارا
- KCU) HUMI) - مطار ماسيندي - ماسيندي
- TES) HHTS)- مطار هونك ناكاسونغولا - ناكاسونغولا
- PAF) HUPA )- مطار باكوبا - باكوبا
- SRT) HUSO) - مطار سوروتي - سوروتي
- TRY) HUTO) - مطار تورورو - تورورو